# Lake Catherine (Neuseeland)
Der Lake Catherine ist ein See im Selwyn District der Region Canterbury von Neuseeland.

## Namensherkunft
Der See wurde nach Catherine Monck, der Ehefrau von John Monck, einem frühen Grundbesitzer in der Gegend benannt.

## Geographie
Der Lake Catherine befindet sich östlich angrenzend an das Massiv des 1695 m hohen Mount Ida und damit rund 7,3 km ostnordöstlich des nördlichen Teil des Lake Coleridge. Der in einer Nord-Süd-Richtung ausgerichtete See erstreckt sich auf einer Höhe von 669 m über eine Fläche von 18,3 Hektar. Die Länge des Sees beträgt rund 880 m und an seiner breitesten Stelle rund 275 m. Das Seeufer umfasst eine Länge von rund 2,21 km.
Der See verfügt über einige wenige kleine Zuflüsse. Entwässert wird der Lake Catherine an seinem südlichen Ende über einen nicht näher bezeichneten Bach, der rund 1,7 km weiter südlich in den Ida Burn mündet.